# Artiom Tokhtach
Artiom Tokhtach (en russe : Артем Тохташ) est un joueur russe de volley-ball né le 17 avril 1986. Il mesure 2,00 m et joue central.

## Clubs
| Club                | De        | À         |
| ------------------- | --------- | --------- |
| MGTU Moscou         | 2009-2010 | 2011-2012 |
| VK Grozny           | 2012-2013 | 2012-2013 |
| Fakel Novy Ourengoï | 2013-2014 | ...       |